# Oxypoda dubia
Oxypoda dubia är en skalbaggsart som beskrevs av Adelbert Fenyes 1907. Oxypoda dubia ingår i släktet Oxypoda och familjen kortvingar. Inga underarter finns listade i Catalogue of Life.